# Виджаяшанти
Виджаяшанти (там. விஜயசாந்தி, телугу విజయశాంతి; род. 24 июня 1966 года, Мадрас, Индия) — индийская актриса и политик. Дебютировала в кино в 1980 году и снималась в фильмах преимущественно на телугу и тамильском языке. Награждена Национальной кинопремией, шестью Filmfare Awards South, включая одну за пожизненные достижения, и четырьмя Nandi Awards.
В 1998 году вступила в Индийскую народную партию, а в 2009 основала собственную партию Талли Телингана, которая затем была объединена с Телангана Раштра Самитхи. В том же году была выбрана членом парламента от округа Медак. В 2014 году вновь баллотировалась в парламент, представляя партию Индийский национальный конгресс, но проиграла выборы и решила сделать перерыв в политической карьере.
Виджаяшанти вышла замуж за бизнесмена и кинопродюсера М. В. Шриниваса Прасада 29 марта 1988 года.

## Биография
Родители Виджаяшанти, Варалаксми и Шринивас Прасад, были родом из деревни Раманнагудем в округе Варангал (ныне штат Телингана). Они переселились с Мадрас, когда мать Виджаяшанти была ею беременна.
Дебютом Виджаяшанти в кино стал тамильский фильм Kallukkul Eeram (1980) режиссёра Бхаратираджи, оставшийся незамеченным. Более успешным стал вышедший в том же году Kiladi Krishnudu на языке телугу. Оценив её потенциал, режиссёр Т. Кришна дал ей роль в его фильме Neti Bharatam (1980), ставшем её первым хитом.
В 1985 году на экраны вышел Pratighatana, имевший оглушительный успех, за которым последовали схожие роль в картинах Repati Poratam, Bharathanari и Kartavyam, приведшие к революции в мире кино на телугу. Идея о том, что героиня не обязана страдать молча, а может заставить заплатить своих обидчиков, мгновенно нашла отклик среди аудитории, особенно женщин. За актрисой закрепился образ «сердитой молодой женщины» (по аналогии с образом «сердитого молодого человека», созданного Амитабхом Баччаном)
и прозвище «Женщина Амитабх Баччан» (англ. Female Amitabh Bachchan). В дальнейшем Виджаяшанти не один раз сыграла храбрую женщину-полицейского, чей образ в кино на телугу был вдохновлён офицером полиции Киран Беди,
в частности в фильме Kartavyam (1990).
Этот фильм принёс актрисе Национальную кинопремию
и несколько региональных наград.
Фильмы Виджаяшанти поднимали некоторые из самых запутанных и нерешенных проблем, затрагивающих темы женственности, насилия и закона.
Все трюки в фильмах она выполняла самостоятельно и в определённый период была самой высокооплачиваемой актрисой страны.
К 1997 году она снялась в 150 фильмах, в том числе 116 на телугу, 85 из которых стали хитами проката, продержавшись в кинотеатрах более 100 дней.
В 2003 году актриса была награждена южно-индийской премией Filmfare за пожизненные достижения.